# Quasar frio
Um quasar frio é uma galáxia com um quasar no centro e abundante em gás  frio que ainda pode produzir novas estrelas.  Este gás frio caindo em direção a um quasar no centro de uma galáxia forma um disco de acreção que pode produzir uma grande quantidade de energia eletromagnética e luminosidade centenas de vezes maior que uma galáxia típica.

## Descoberta
A descoberta dos quasares frios foi formalmente anunciada em 2019 pelo Prof. Allison Kirkpatrick na 234a reunião da Sociedade Americana de astronomia, em St. Louis.